# Oxypetalum pearsonii
Oxypetalum pearsonii là một loài thực vật có hoa trong họ La bố ma. Loài này được (Rusby) Goyder & Fontella mô tả khoa học đầu tiên năm 2005.